# Raquel Rodríguez (gimnasta)
Raquel Rodríguez Rodríguez (Avilés, Asturias; 28 de junio de 1992) es una ex gimnasta rítmica española, campeona de España individual en categoría alevín (2003) e infantil (2004 y 2005), y en conjuntos (2004) con el Club Rítmica Galaica. 
Fue además campeona de Asturias en diferentes categorías de 2003 a 2009, logró varias medallas en Campeonatos de la Juventud con la selección asturiana, y ha obtenido varios reconocimientos de la Federación Española de Gimnasia, la Federación Asturiana o el Consejo Superior de Deportes, que le otorgó el Premio Instituto de la Mujer-CSD por sus resultados académicos y deportivos junto a otras siete deportistas españolas. Entrena al Club Rítmica Galaica desde 2009.

## Biografía deportiva

### Inicios
Comenzó a practicar la gimnasia a los 4 años en su centro escolar, el Colegio de Jove (Gijón), con la entrenadora Noelia Guerra. Con 6 años de edad entró en el Club Rítmica Galaica por recomendación de Noelia, donde permaneció entrenando con ella.

«Siempre fui una niña que quise más [...] muy ambiciosa y nunca me cansaba [...] Mi entrenadora intentó que ya desde pronto empezara a ir más días y enseguida pasé al grupo de competición».
—Raquel Rodríguez, en el programa Ganamos con ellas en 2015

En 1999 consiguió proclamarse campeona de Asturias en la categoría benjamín, y en 2000 y 2001 en nivel promoción. En el año 2000 fue concursante del programa de televisión Premios Veo Veo, donde logró el Premio Revelación a nivel nacional. Entre sus referentes en esta etapa se encontraban las gimnastas Elena Vitrichenko y Yulia Barsukova.

### Etapa en categorías inferiores: consecución de títulos nacionales
En 2002, a la edad de 10 años, fue a su primer Campeonato de España Individual, celebrado en Leganés, donde compitió en categoría alevín. En 2003 se proclamó en categoría alevín campeona de España por primera vez en el Campeonato de España Individual disputado en Córdoba, convirtiéndose en la primera gimnasta rítmica asturiana en obtener el título nacional. 

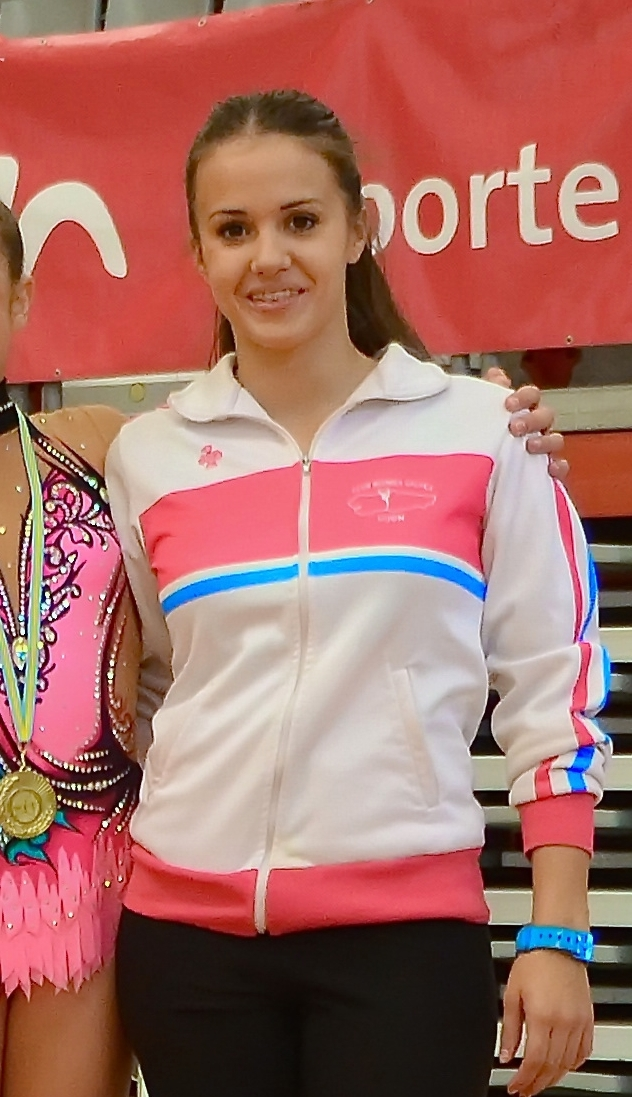
Como entrenadora del Galaica en el Campeonato de Asturias (2014).

En 2004 ascendió de categoría y volvió a ser campeona de España, esta vez como infantil en el Campeonato de España disputado en junio en Alicante. Ese mismo verano fue llamada por la selección nacional de gimnasia rítmica de España a una concentración para un seguimiento de su progreso, donde coincidió con gimnastas como Alejandra Quereda, Sandra Aguilar o Lidia Redondo. Según ella misma indicó, uno de los factores que hizo que no la mantuvieran en el equipo nacional fue su tipología: «Siempre fui la bajita del grupo, la que no tenía las piernas largas [...] tuve ese hándicap que fue la tipología [...] antes es verdad que se miraba mucho más». A finales de 2004 Raquel consiguió proclamarse campeona de España junto a sus compañeras del Club Rítmica Galaica en el Campeonato de España de Conjuntos, celebrado en Gijón. Ese mismo año también fue reconocido su trabajo, junto al de dos de sus compañeras, Marta Gil y Leticia García, en una recepción en el Ayuntamiento de Gijón con la alcaldesa Paz Fernández Felgueroso.
Para 2005 volvió a proclamarse campeona de España infantil en el Campeonato de España Individual celebrado en Benicarló, donde fue también plata en la final de mazas y bronce en la de pelota. Ese mismo año fue medalla de oro en mazas y bronce por equipos con la selección asturiana en la Copa de la Reina en Salamanca, campeonato en el que compitió con gimnastas de categorías superiores a la de ella. 
En 2006 pasó a la categoría júnior y logró el oro en el concurso general de dicha categoría en el Campeonato de Asturias, medalla que también obtuvo en las finales de cinta, mazas y aro, mientras que se colgó la plata en cuerda. En abril de 2007 compitió en categoría júnior en el V Torneo Internacional «Ciudad de Oviedo», organizado por la Asociación Deportiva Omega, coincidiendo con la gimnasta ucraniana Ganna Rizatdinova y quedando por delante de esta. En la Copa de la Reina de 2007, celebrada en Ponferrada, logró la 4ª posición. Ese mismo año en el Campeonato de España Individual, disputado en Logroño, fue medalla de bronce en cinta y en cuerda, y 5ª en pelota, siempre en categoría júnior.

### Etapa como sénior y en primera categoría

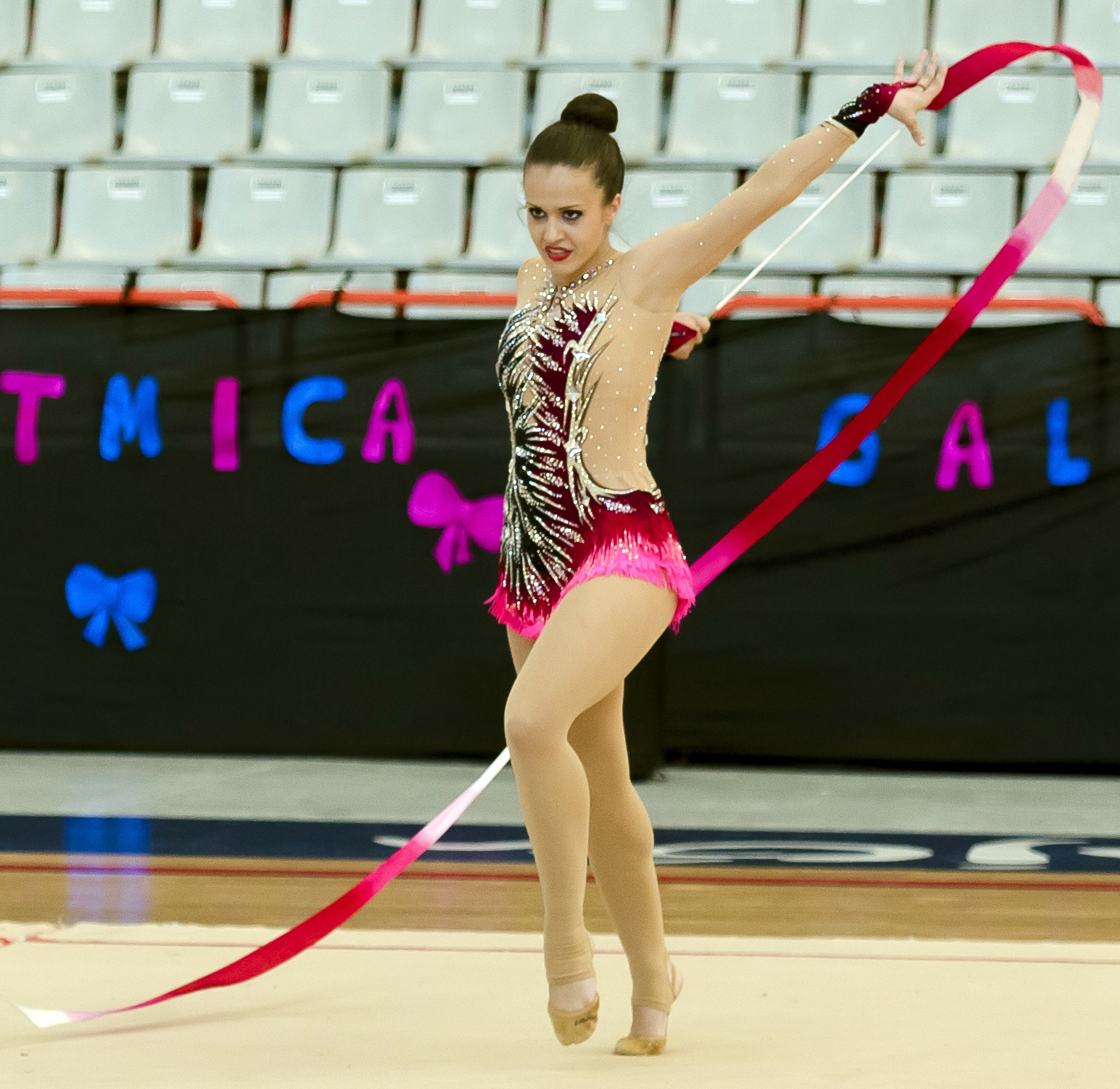
Raquel con la cinta en el Torneo «Villa de Jovellanos», disputado en el Palacio de Deportes de Gijón en 2015, su último año en activo.

En 2008, ya en categoría sénior, se alzó con la medalla de plata en la general del Campeonato de España Individual disputado en Ponferrada, optando así a la primera categoría al año siguiente. En mayo de 2009, en la Copa de la Reina celebrada en Aguilar de Campoo, logró el bronce con la selección asturiana y también en cinta. En junio de ese mismo año disputó la última competición de su primera etapa como gimnasta, el  Campeonato de España Individual celebrado de nuevo en Ponferrada. En el mismo logró la medalla de bronce en la general y en la final de aro, y el oro en las finales de cuerda, pelota y cinta, todas en primera categoría. Su último ejercicio fue el de cinta, donde contaba como música con una versión instrumental del tema «Bésame mucho» de Consuelo Velázquez.

### Retirada temporal, breve regreso y etapa como entrenadora
Se retiró en ese mismo campeonato con casi 17 años de edad, motivada entre otras razones por sendas lesiones en la rodilla y el hombro. Sin embargo, posteriormente volvió a entrenar y competir brevemente en 2014 y 2015. En abril de 2015 disputó la Copa de la Reina en Guadalajara, donde fue 10.ª por autonomías y 5ª en cinta. En mayo logró el triunfo en la general y el oro tanto en cinta como en aro en el XIV Torneo Nacional «Villa de Jovellanos» para nivel federado, organizado por su club y disputado en Gijón. También en mayo de ese año fue campeona de Asturias por equipos, y en junio, 9ª por equipos en el Campeonato de España de Clubes y Autonomías de Pontevedra, ambos puestos logrados junto a Marianna Plotnikov como parte del Club Rítmica La Corredoria de Oviedo. Tras estas competiciones se retiró definitivamente, retornando a su rol de entrenadora.
En la actualidad y desde 2009, ejerce de entrenadora en el Club Rítmica Galaica, llevando actualmente a las gimnastas tanto del nivel base como del nivel federado. En abril de 2016 logró, en el Campeonato Nacional Base de Gijón, su primera medalla en un campeonato nacional como entrenadora con la gimnasta Esther Mañana, que fue bronce en la categoría pre-benjamín. En esa temporada 2016, el club entrenado por Raquel y por Sheila Resurreiçao logró hasta octubre 148 podios (79 oros, 36 platas y 33 bronces) en diversas competiciones, incluyendo 4 campeonas de Asturias base y 3 equipos campeones de Asturias.
Los logros siguieron en la temporada 2017. En el Campeonato de España Individual de Valencia, su gimnasta Paula Blanco fue oro sénior en pelota, mientras que Paula Díaz fue bronce en la general sénior, plata en mazas y bronce en cinta, logrando así el ascenso a primera categoría. En la Copa de España Base de Alicante, su gimnasta Raquel Cueto consiguió ser campeona juvenil. Para 2018, en el Campeonato Nacional Base de Guadalajara, la gimnasta del club Naiara Bouzas fue plata en categoría benjamín. En marzo de 2019, el Rítmica Galaica se proclamó campeón de la 2ª División en la 1ª Fase de la Liga de Clubes Iberdrola en Zaragoza. En mayo ganaron la 2ª Fase en Burjasot y en noviembre lograron además el triunfo en la Fase Final celebrada en Almusafes, por lo que consiguieron el ascenso a la 1ª División.

## Vida personal
El 27 de julio de 2017 fue madre por primera vez de una niña llamada Valeria.

## Música de los ejercicios
| Año  | Aparatos | Música                                     |
| ---- | -------- | ------------------------------------------ |
| 2007 | Aro      | «Boro Boro (Bollywood Cafe Mix)» de Arash. |
| 2009 | Cinta    | «Bésame mucho» de Consuelo Velázquez.      |

## Premios, reconocimientos y distinciones
- Premio Instituto de la Mujer-CSD al Deporte en Edad Escolar y Deporte Universitario, otorgado por el CSD y el Instituto de la Mujer[21]

### Otros honores
- Recepción en el Ayuntamiento de Gijón junto a Marta Gil y Leticia García (2004)

## Galería

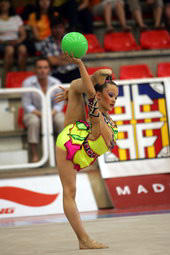
Raquel realizando un equilibrio attitude con la pelota en categoría alevín (2003).
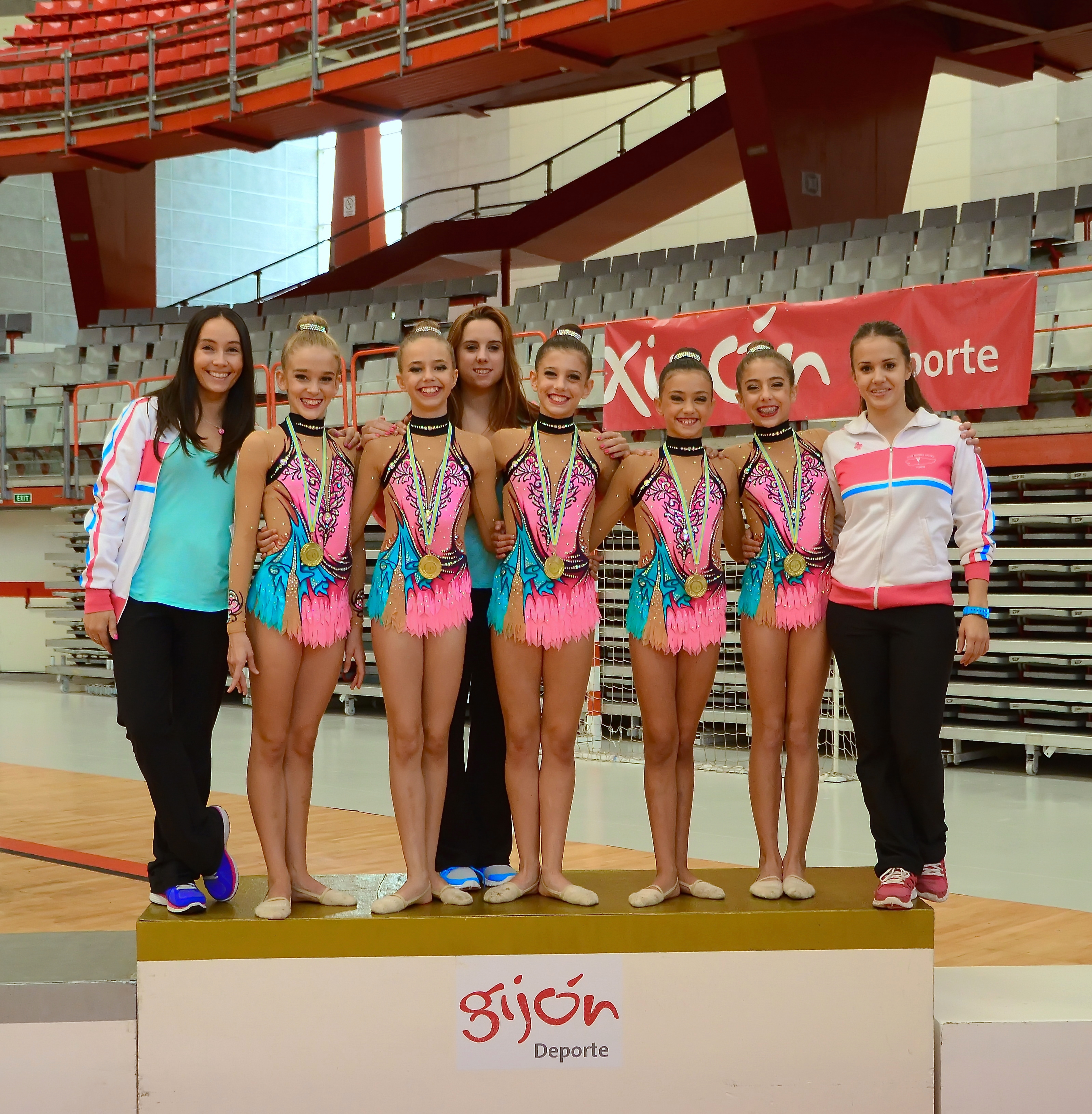
Rodríguez (primera a la derecha) en el podio como entrenadora del conjunto infantil del Club Rítmica Galaica en el Campeonato de Asturias (2014).
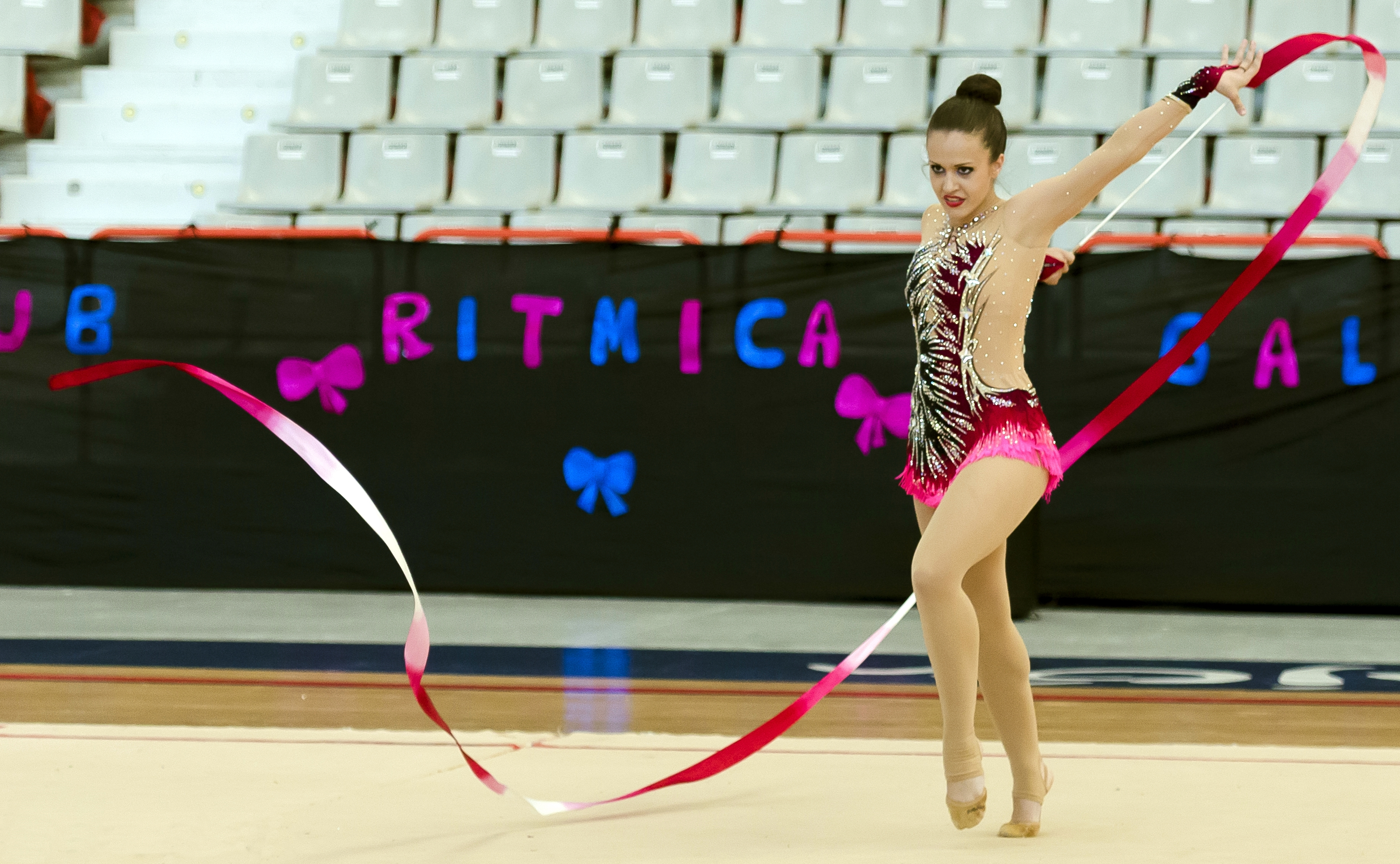
Raquel con la cinta en el Torneo «Villa de Jovellanos» en Gijón (2015).
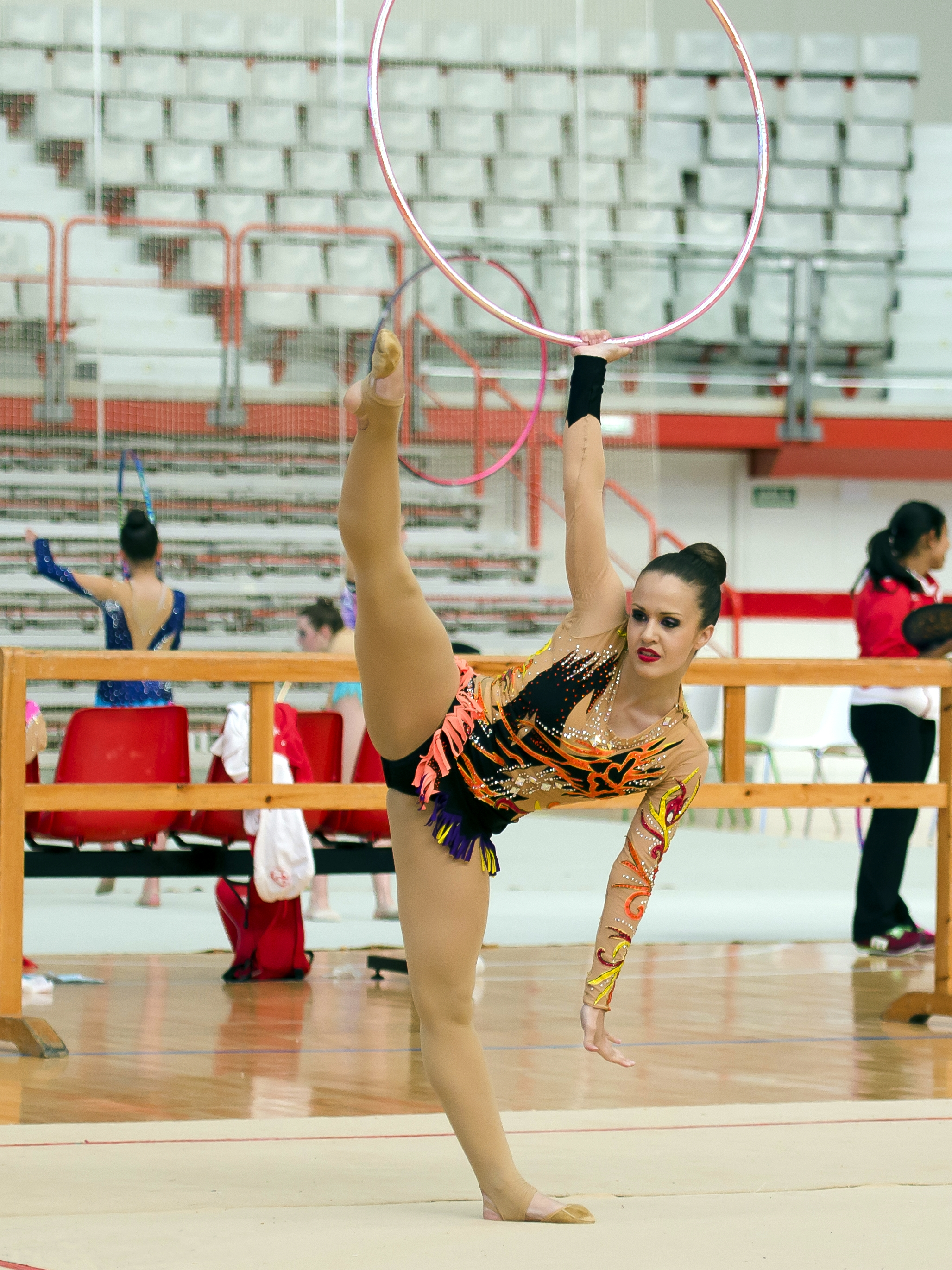
Ejercicio de aro en el mismo torneo.
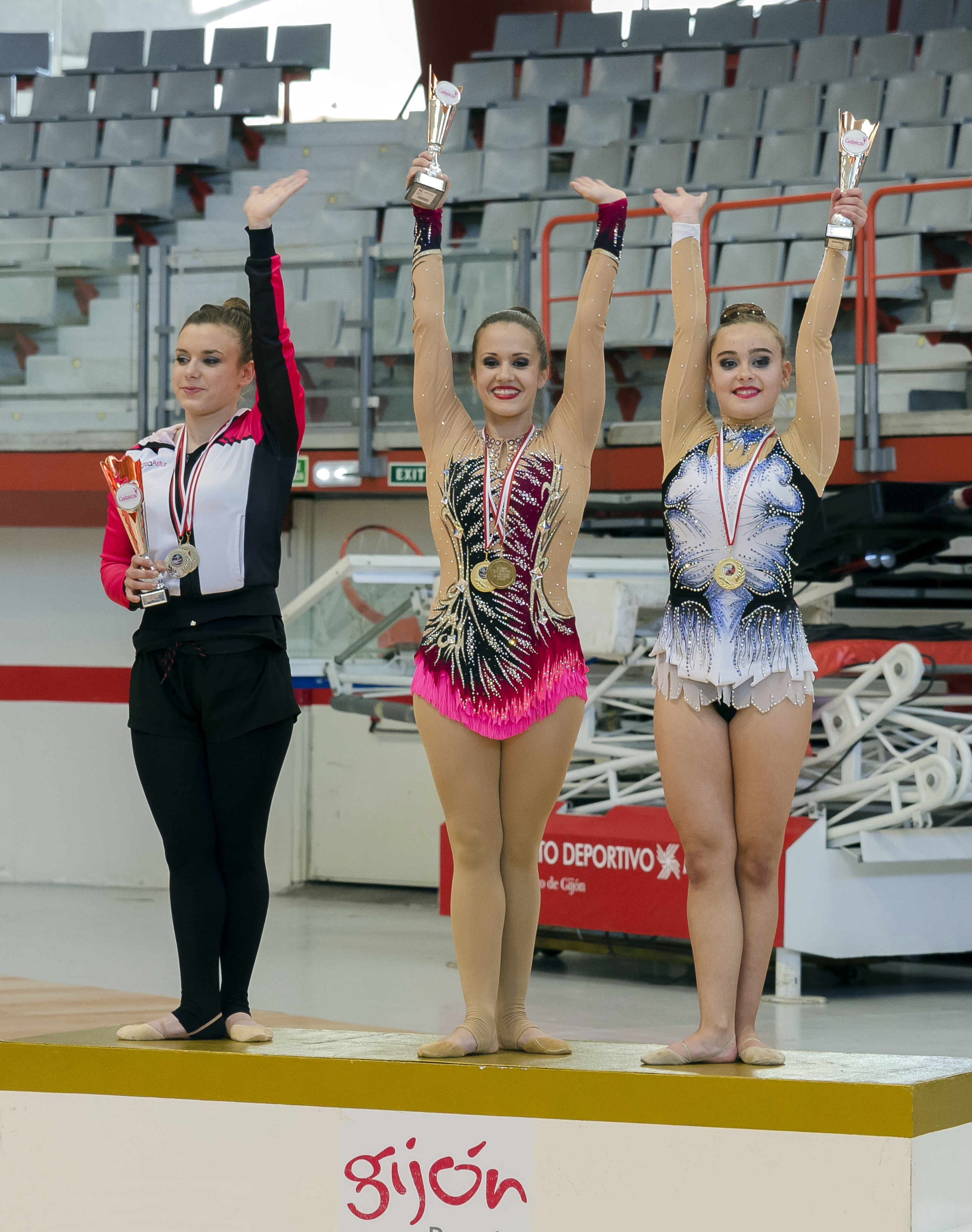
Podio de la general sénior del Torneo «Villa de Jovellanos», donde Raquel se hizo con el triunfo final.

## Filmografía

### Programas de televisión
| Programas de televisión | Programas de televisión         | Programas de televisión | Programas de televisión |
| Año                     | Título                          | Cadena                  | Notas                   |
| ----------------------- | ------------------------------- | ----------------------- | ----------------------- |
| 2001                    | Premios Veo Veo Nacionales 2000 | La 1 de TVE             | Concursante             |

### Programas de radio
| Programas de radio | Programas de radio | Programas de radio | Programas de radio                                                         | Programas de radio |
| Año                | Título             | Emisora            | Notas                                                                      |                    |
| ------------------ | ------------------ | ------------------ | -------------------------------------------------------------------------- | ------------------ |
| 2015               | Ganamos con ellas  | RPA                | Invitada                                                                   |                    |
| 2016               | Cambio de juego    | RPA                | Invitada junto a Paula Blanco, Angie Álvarez, Silvia Otero y Camino Mateos |                    |
| 2017               | Cambio de juego    | RPA                | Invitada junto a Irene Jiménez y Eugenia Onopko                            |                    |
| 2017               | Cambio de juego    | RPA                | Invitada junto a Paula Díaz y Raquel Mañana                                |                    |
| 2019               | Ganamos con ellas  | RPA                | Entrevistada                                                               |                    |